# Естебан Соларі
Естебан Соларі (ісп. Esteban Solari, нар. 2 червня 1980, Росаріо) — аргентинський футболіст, що грав на позиції нападника.

## Ігрова кар'єра
Вихованець клубу «Велес Сарсфілд», але на дорослому футболі дебютував 2001 року виступами за команду «Естудьянтес», в якій того року взяв участь у 9 матчі чемпіонату. після чого виступав на батьківщині за клуби «Дефенса і Хустісія», «Архентінос Хуніорс» та «Хімнасія і Есгріма», а у сезоні 2003/04 грав за італійську команду «Кіоджа» з Серії D.
Після одного року в Італії Соларі приєднався до бельгійського «Льєрса» влітку 2004 року, за який забив п'ять голів у своєму єдиному сезоні і допомог своїй команді посісти десяту позицію. Після цього аргентинець підписав контракт з кіпрським АПОЕЛем. У своєму першому сезоні Естебан провів 16 матчів у стартовому складі та чотири рази вийшов на заміну і забив 14 голів, а також здобув Кубок Кіпру. В наступному Соларі став найкращим бомбардиром Першого дивізіону Кіпру 2006/07, забивши 20 голів, і допоміг клубу із Нікосії виграти своє третє чемпіонство за шість років. Він також був визнаний найкращим гравцем ліги.
Наприкінці травня 2007 року Соларі перейшов у мексиканський клуб «УНАМ Пумас», де також був найкращим бомбардиром з 25 голами за сезон 2007/08
15 червня 2008 року Соларі перейшов до іспанської «Альмерії», яка заплатила мексиканцям за гравця 3,8 мільйона євро. Він дебютував у іспанській Ла Лізі 31 серпня у виїзній грі проти «Атлетіка» (Більбао) (3:1), вийшовши на заміну, втім закріпитись у снові так і не зумів. У свій перший сезон він зіграв лише вісім ігор у чемпіонаті і забив один гол, а також 4 рази виходив у матчах Кубка, де відзначився двічі. Однак він залишився у клубі на наступний сезон 2009/10, який став ще гіршим — він зіграв лише два матчі у Ла Лізі.
2 червня 2010 року 30-річний Соларі підписав контракт на три роки з колишнім клубом АПОЕЛ, де як і минулого разу одразу став основним бомбардиром команди. Він забив чотири м'ячі в шести матчах у Лізі Європи УЄФА того сезону, а також 11 голів у 28 іграх чемпіонату, знову ставши чемпіоном Кіпру. Наступного року він з командою сенсаційно дійшов до чвертьфіналу Ліги чемпіонів 2011/12, в якій взяв участь у 12 іграх і забив 2 голи, в тому числі один 4 квітня 2012 року у чвертьфінальному матчі проти «Реала» на «Сантьяго Бернабеу» (2:5).
У сезоні 2012/13 Соларі отримав кілька травм і з'явився лише в трьох матчах за клуб. Через це 5 січня 2013 року його контракт з АПОЕЛем було розірвано за взаємною згодою, і пізніше того ж місяця він приєднався до іншого місцевого клубу «Аполлон» (Лімасол), де і дограв сезон, ставши володарем Кубка Кіпру.
16 липня 2013 року Соларі уклав угоду з грецьким клубом «Шкода Ксанті», де в першому ж сезоні став найкращим бомбардиром чемпіонату Греції з 16 голами в 34 іграх.
Влітку 2014 року Естебан підписав контракт з клубом китайської Суперліги «Далянь Їфан», але в лютому 2015 року повернувся до Греції, щоб грати за «Ерготеліс», який покинув у квітні того ж року, зігравши лише 9 ігор за клуб.
Згодом Соларі виступав в еквадорській Серії А за «Депортіво Куенка» та «Аукас», де і завершив ігрову кар'єру 2016 року.

## Статистика виступів

### Статистика клубних виступів
| Сезон                | Команда              | Чемпіонат            | Чемпіонат | Чемпіонат | Національний кубок | Національний кубок | Національний кубок | Континентальні кубки | Континентальні кубки | Континентальні кубки | Інші змагання | Інші змагання | Інші змагання | Усього | Усього |
| Сезон                | Команда              | Ліга                 | Ігор      | Голів     | Ліга               | Ігор               | Голів              | Ліга                 | Ігор                 | Голів                | Ліга          | Ігор          | Голів         | Ігор   | Голів  |
| -------------------- | -------------------- | -------------------- | --------- | --------- | ------------------ | ------------------ | ------------------ | -------------------- | -------------------- | -------------------- | ------------- | ------------- | ------------- | ------ | ------ |
| 2007–08              | «УНАМ Пумас»         | ПД                   | 34+6      | 24+1      | -                  | -                  | -                  | -                    | -                    | -                    | -             | -             | -             | 40     | 25     |
| 2008–09              | «Альмерія»           | ПД                   | 8         | 1         | КІ                 | 4                  | 2                  | -                    | -                    | -                    | -             | -             | -             | 12     | 3      |
| 2009–10              | «Альмерія»           | ПД                   | 2         | 0         | КІ                 | 0                  | 0                  | -                    | -                    | -                    | -             | -             | -             | 2      | 0      |
| Усього за «Альмерію» | Усього за «Альмерію» | Усього за «Альмерію» | 10        | 1         |                    | 4                  | 2                  |                      | -                    | -                    |               | -             | -             | 14     | 3      |
| 2010–11              | АПОЕЛ                | ЧК                   | 25+3      | 10+1      | КК                 | 2                  | 0                  | ЛЄ                   | 6                    | 4                    | -             | -             | -             | 36     | 15     |
| 2011–12              | АПОЕЛ                | ЧК                   | 25+6      | 10+1      | КК                 | 2                  | 0                  | ЛЧ                   | 12                   | 2                    | СК            | 1             | 0             | 46     | 13     |
| 2012-січ. 2013       | АПОЕЛ                | ЧК                   | 3         | 0         | КК                 | 1                  | 3                  | ЛЄ                   | 0                    | 0                    | -             | -             | -             | 4      | 3      |
| Усього за АПОЕЛ      | Усього за АПОЕЛ      | Усього за АПОЕЛ      | 53+9      | 20+2      |                    | 5                  | 3                  |                      | 18                   | 6                    |               | 1             | 0             | 86     | 31     |
| січ.-черв. 2013      | «Аполлон»            | ЧК                   | 5+6       | 2+5       | КК                 | 3                  | 0                  | -                    | -                    | -                    | -             | -             | -             | 14     | 7      |
| 2013–14              | «Шкода Ксанті»       | СЛ                   | 34        | 16        | КГ                 | 2                  | 0                  | ЛЄ                   | 2                    | 0                    | -             | -             | -             | 38     | 16     |
| 2014                 | «Далянь Їфан»        | СЛ                   | 11        | 0         | КК                 | 0                  | 0                  | -                    | -                    | -                    | -             | -             | -             | 11     | 0      |
| січ.-черв. 2015      | «Ерготеліс»          | СЛ                   | 9         | 1         | КГ                 | -                  | -                  | -                    | -                    | -                    | -             | -             | -             | 9      | 1      |
| 2015                 | «Депортіво Куенка»   | A                    | 13        | 10        | -                  | -                  | -                  | -                    | -                    | -                    | -             | -             | -             | 13     | 10     |
| 2016                 | «Аукас»              | A                    | 35        | 10        | -                  | -                  | -                  | ПАК                  | 2                    | 0                    | -             | -             | -             | 37     | 10     |

## Титули і досягнення

### Командні
Гравець
- Чемпіон Кіпру (2):

АПОЕЛ: 2006/07, 2010/11
- Володар Кубка Кіпру (2):

АПОЕЛ: 2005/06
«Аполлон»: 2012/13
- Володар Суперкубка Кіпру (1):

АПОЕЛ: 2011
Тренер
- Володар Суперкубка Малайзії (1):

«Джохор Дарул Тазім»: 2023
- Чемпіон Малайзії (1):

«Джохор Дарул Тазім»: 2023
- Володар Кубка Футбольної асоціації Малайзії (1):

«Джохор Дарул Тазім»: 2023

### Особисті
- Найкращий бомбардир кіпрського Першого дивізіону: 2006/07 (20 голів)[3]
- У символічній збірній кіпрського Першого дивізіону: 2006/07 (20 голів)[3]
- Найкращий бомбардир Ліги МХ: 2007/08 (25 голів)
- Найкращий бомбардир грецької Суперліги: 2013/14 (16 голів)[14]

## Сім'я
Соларі походить зі спортивної сім'ї: його батько, Едуардо Соларі, також був футболістом, а мати Алісіея Сусана Поджіо — викладач фізкультури. Крім цього два з його трьох братів, Сантьяго і Давід, також були футболістами, а сестра Ліз Соларі — відома модель.
Також його дядько Хорхе був футболістом і учасником чемпіонату світу 1966 року, а двоюрідний брат Фернандо Редондо грав за «Реал Мадрид».